# Rathaus Treptow
Das Rathaus Treptow befindet sich in der Neuen Krugallee 4 im Berliner Bezirk Treptow-Köpenick, Ortsteil Plänterwald.
Das im Stil der Neorenaissance gehaltene Baudenkmal wurde von 1909 bis 1910 für die damalige Landgemeinde Treptow nach Entwürfen der Architekten Georg Süßenguth und Heinrich Reinhardt am Rande des Treptower Parks erbaut und umfasst eine Grundfläche von 1761 m².
Das Rathaus Treptow war von der Eingemeindung Treptows 1920 in Groß-Berlin bis zur Bezirksfusion mit Köpenick zum Bezirk Treptow-Köpenick am 1. Januar 2001 Sitz der Bezirksverwaltung und der Bezirksbürgermeister des Berliner Bezirkes Treptow.

## Geschichte

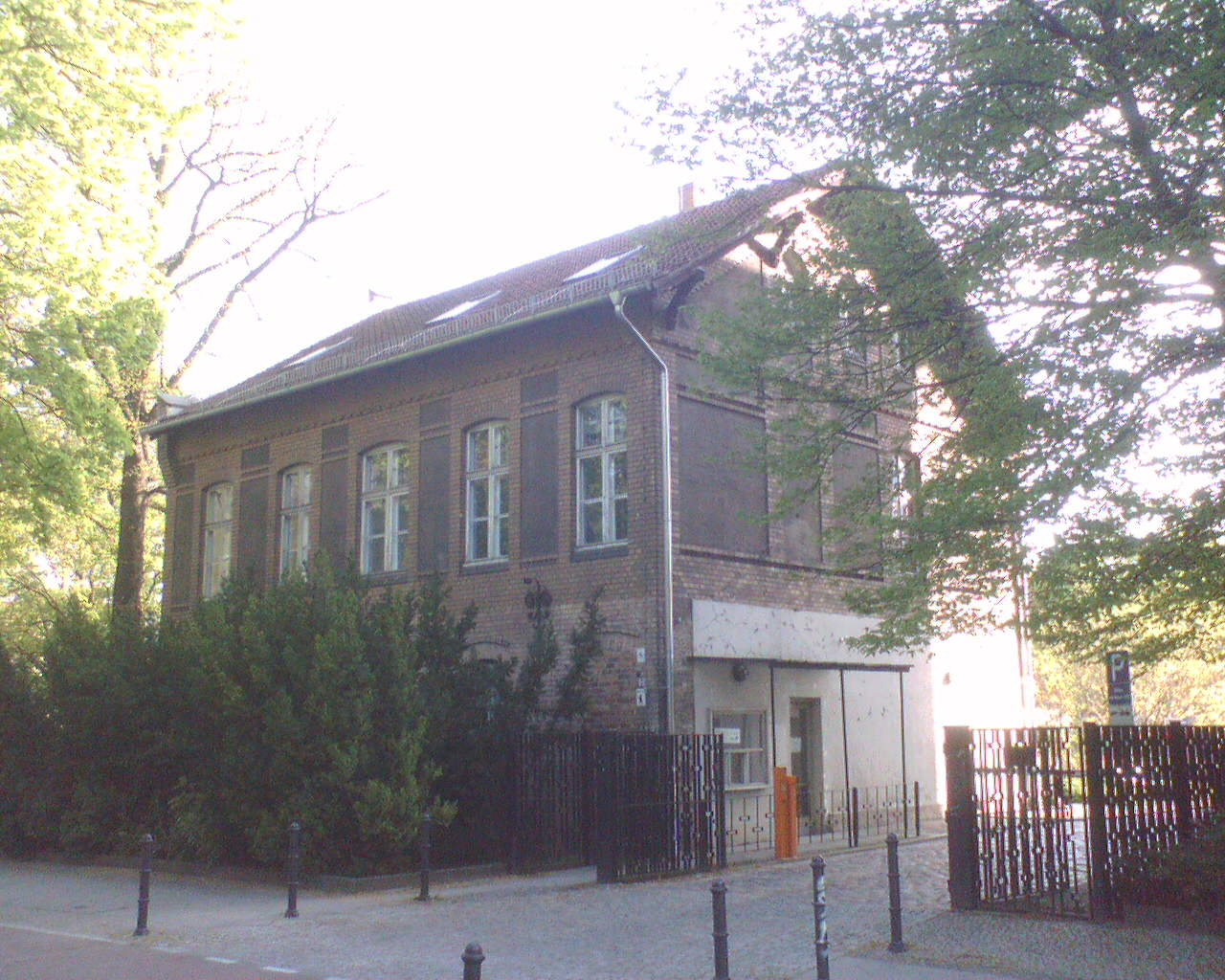
Treptower Amtsgebäude von 1876

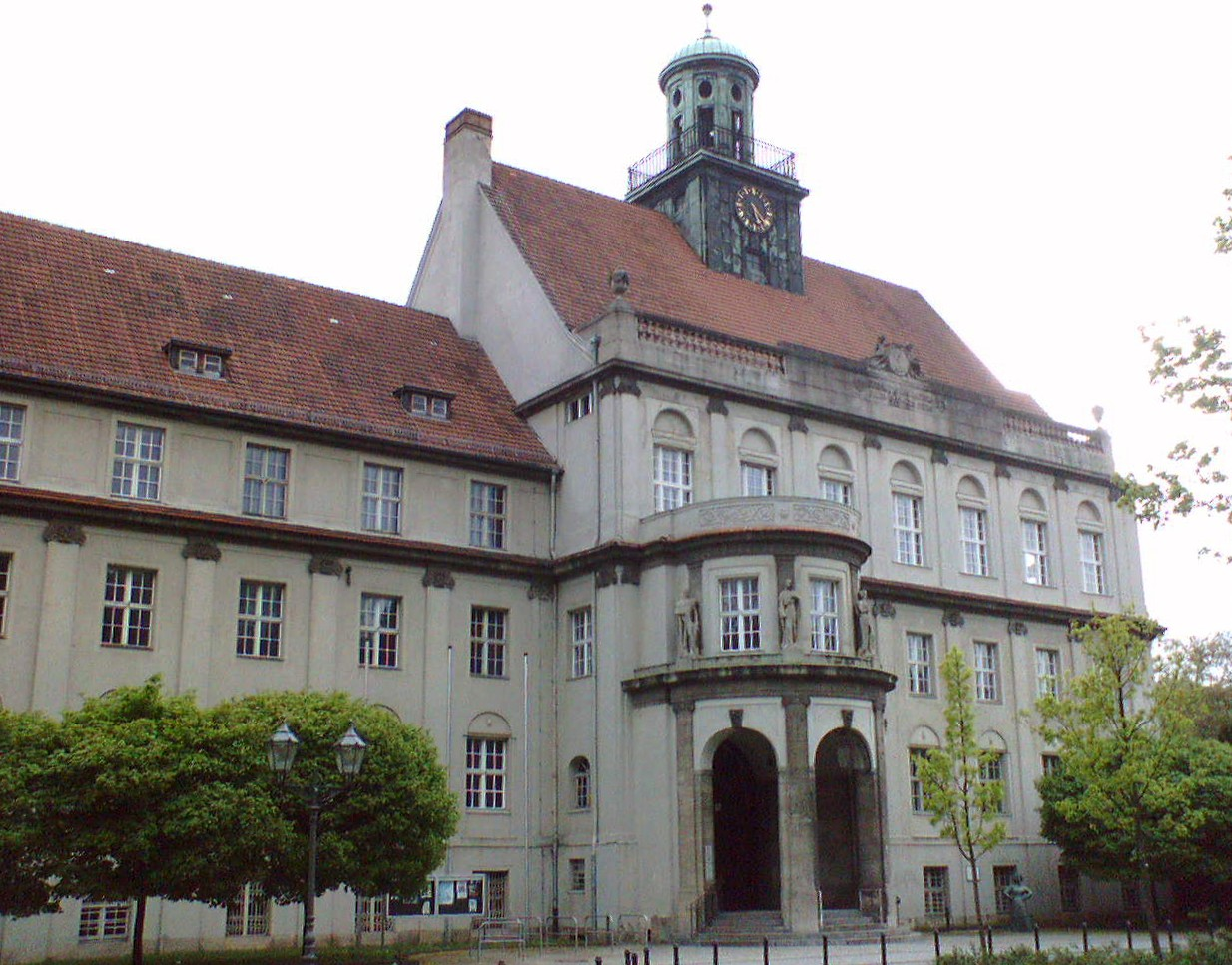
Hauptteil des Rathauses mit BVV-Saal im 2. Geschoss

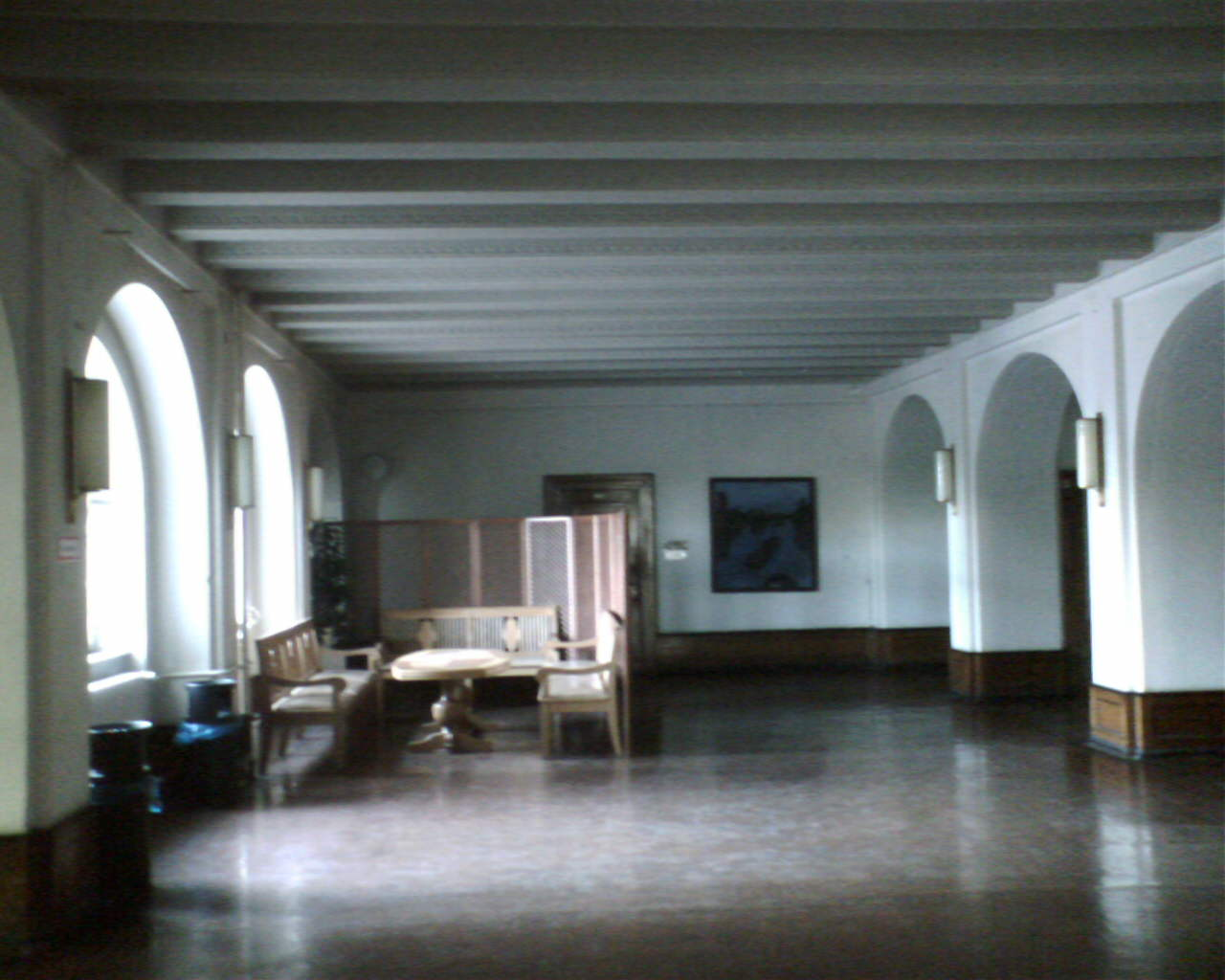
Foyerbereich 1. Stock vor dem alten Bürgermeisterzimmer

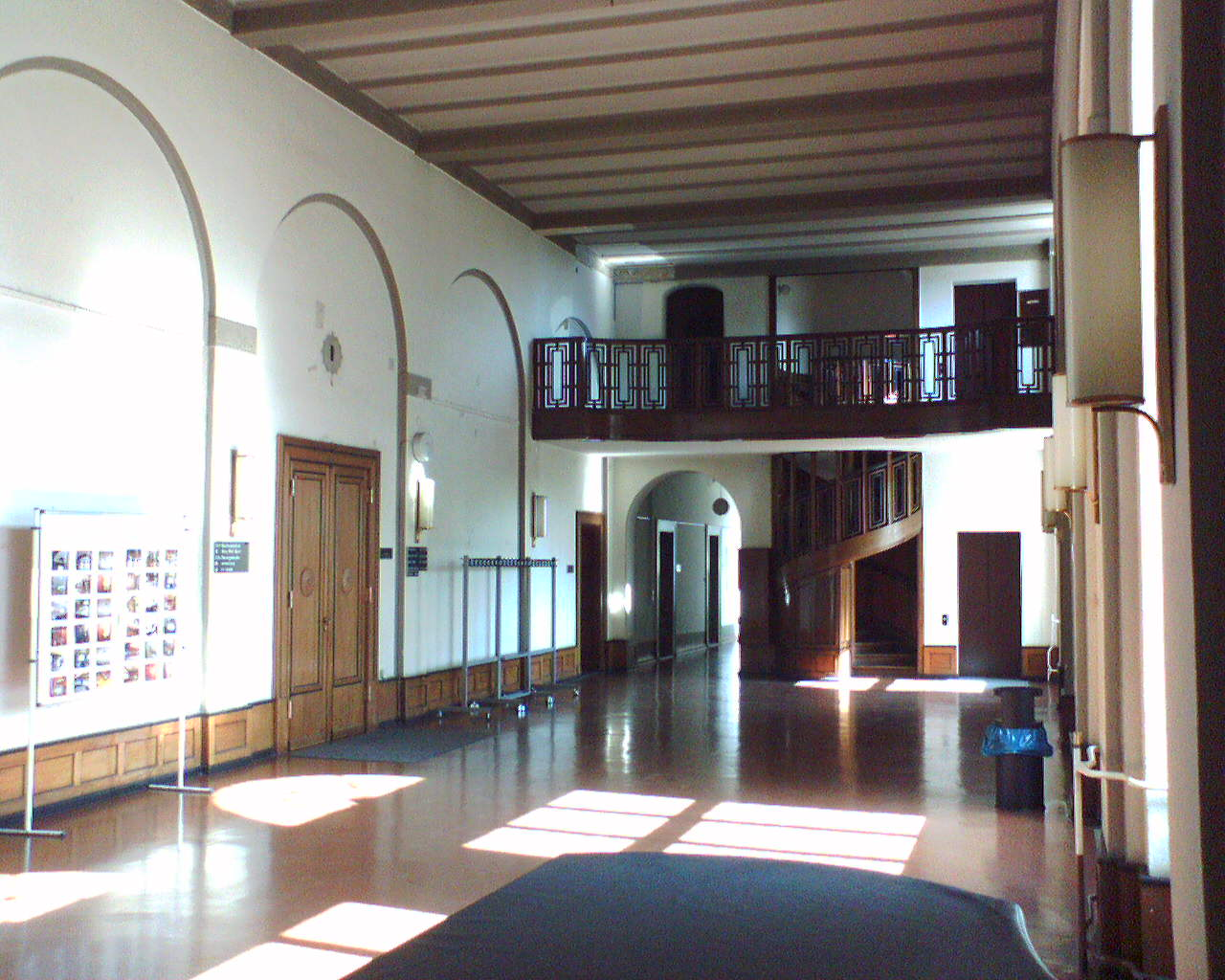
Foyerbereich 2. Stock vor dem BVV-Saal

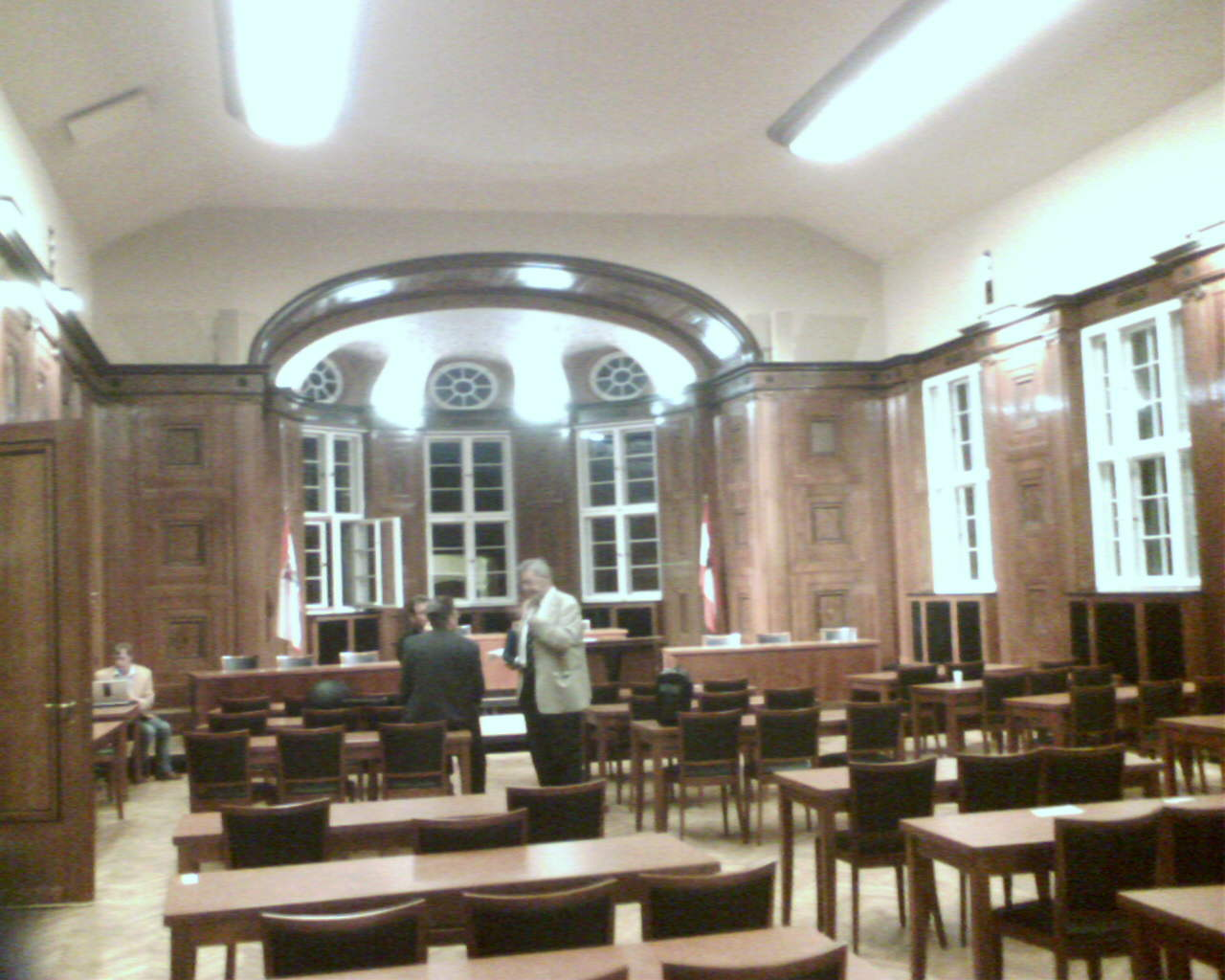
Innenaufnahme des BVV-Saals

Im Jahr 1876 wurde an der Neuen Krugallee 8 ein Amtsgebäude für die junge Landgemeinde Treptow errichtet, das sich heute noch direkt neben dem Rathaus befindet. Durch die steigende Einwohnerzahl, die sich von 1895 bis 1907 versechsfachte, wuchsen auch die Gemeindeaufgaben und damit die Zahl der Gemeindeangestellten. 1898 wurde das Gebäude um ein Stockwerk aufgestockt und eine Dienstwohnung des Bürgermeisters eingerichtet.
Im Jahr 1907 fasste die Gemeindevertretung den Beschluss für ein neues Rathausgebäude. Die architektonische Planung übernahm 1908 die in dem Bereich erfahrene Architektensozietät Süßenguth und Reinhardt.
Beide Charlottenburger Architekten zeichneten bereits im heutigen Gebietsumfang Berlins für den Bau des Rathauses Steglitz und Rathauses Charlottenburg verantwortlich und übernahmen danach das Rathaus Spandau. Darüber hinaus befindet sich in der Nähe im Ortsteil Baumschulenweg die Kirche zum Vaterhaus als ein weiteres Bauwerk.
Das Baugelände gehörte zuvor dem Großbauer und Gastwirt August Weinhold, der an dieser Stelle ein Tanzlokal mit Biergarten betrieben hatte.
Die Planung sah ein dreigeschossiges Verwaltungsgebäude mit weiteren Räumen im Dachgeschoss vor. Im südlich angeordneten Seitenflügel befand sich eine Dienstwohnung des Bürgermeisters. Kernstück des Gebäudes sollte ein repräsentativer Ratssaal mit Balkon werden. Darüber wurde auf dem Dach ein Turm mit der Rathausuhr angeordnet.
Am 3. Oktober 1909 erfolgte durch den damaligen Bürgermeister Paul Schablow die Grundsteinlegung, am 26. Oktober 1910 nach nur einjähriger Bauzeit bereits die Einweihung des Rathauses Treptow. Die Baukosten betrugen ohne Architekten- und Bauleitungshonorare 736.000 Mark (kaufkraftbereinigt in heutiger Währung: rund 5 Millionen Euro). Für die Innenausstattung mussten nochmals 105.000 Mark aufgewendet werden.
Im Grundstein eingemauert wurden eine Urkunde mit der Ansprache Schablows, Verzeichnisse über die Mitglieder der Gemeindekörperschaften, die Ehrenbeamten, die besoldeten Beamten, die bei der Feier anwesenden Gäste sowie eine Sammlung von Ortsstatuten und Polizeiverordnungen, ein Plan von Treptow sowie je ein Stück des damals umlaufenden Geldes.
Ursprünglich war es vorgesehen den Haupteingang an die Westseite (zur heutigen Bulgarischen Straße hin) zu legen. Da sich jedoch zu diesem Zeitpunkt dort noch eine Straßenbahnwendeschleife befand, die sich nicht zeitnah verlegen ließ, wurde dieser an der Neuen Krugallee angesiedelt.
An jener Westseite befindet sich seit 1925 ein Brunnen mit der Figur Stralauer Fischer (auch Fischerbrunnen genannt) nach einem Entwurf von Reinhold Felderhoff.
Im Zweiten Weltkrieg erlitt das Rathaus geringfügige Schäden insbesondere im Dachbereich.
Im Jahr 1995 war eine Erweiterung des Rathauses Treptow durch einen modernen Anbau zum Hof hin geplant. Die Umsetzung des bereits beschlossenen Entwurfs des Architektenbüros Lambea-Venzke-Voigt sollte 1996 mit 4500 m² Bürofläche und Kosten von rund 25 Millionen Mark begonnen werden. Dabei wäre der L-förmige Baukörper zu einem um den Rathaushof angeordneten Rechteck umgewandelt worden. Dies wurde nicht realisiert, weil zunächst eine Haushaltsnotlage der Stadt Berlin vorlag, anschließend vom Abgeordnetenhauses die Bezirksfusion beschlossen wurde, der Bezirk Treptow damit seine Eigenständigkeit verlor und kein eigenes Rathaus mehr benötigte. Durch die Verwaltungsreform sollten Kosten für Personal und Bauten der Bezirke gespart werden.
Vor dem Rathauseingang wurde 1998 die Skulptur Karpfenjule aufgestellt, die fiktive Figur einer Fischerin, die symbolisch den Bezirk Treptow verkörpern sollte. Mit ihr wurde im Vorfeld der Bezirksfusion ein Pendant zu dem vor dem Rathaus Köpenick als Skulptur stehenden Hauptmann von Köpenick versucht.
Im Jahr 2006 wurde der historische Bezirksverordnetensaal (Ratssaal) nach Unterlagen des Denkmalschutzes weitgehend rekonstruiert. Auf die Wiederherstellung der alten Deckenkonstruktion wurde dabei aus Kostengründen zugunsten der Lösung aus den 1950er Jahren verzichtet. Bis zum hundertjährigen Jubiläum des Rathauses Treptow sind weitere Rekonstruktionsarbeiten geplant.

## Architektonische Besonderheiten
Es handelt sich um einen Putzbau im Neorenaissancestil mit hohem spitzen Dach und einem Uhrenturm auf einem winkelförmigen Grundriss. Über dem Haupteingang symbolisieren allegorische Figuren des Bildhauers Johann M. Bossard die Bürgertugenden Fleiß, Gerechtigkeit, Starkmut (Stärke) und Weisheit. Pilasterschmuck und halbrunde Erker sollen der Fassade Vornehmheit und Würde verleihen. Der Haupteingang wird von Putten verziert, die ein Wappenmedaillon halten.
Den nördlichen Giebel ziert die (heute schwer lesbare) Inschrift:

„Herr segne dies Haus, schütz’ gnädig es vor Brand, Sturm, Wind und Wassernoth.
Lass lieber Gott die ganze Gemein’ in Gnaden dir befohlen sein.“

Rechts vom Haupteingang gehörte ein Ratskeller zum Souterrain, der seit 1991 nicht mehr als solcher genutzt wird.

## Heutige Nutzung
Das Rathaus Treptow ist heute Sitz und Tagungsort der Bezirksverordnetenversammlung (BVV) Treptow-Köpenick und beheimatet Teile des Bezirksamtes, im Wesentlichen das Straßen- und Grünflächenamt. 
Das repräsentative, frühere Bürgermeisterzimmer wird seit 2007 durch den Bezirksverordnetenvorsteher (derzeit: Siegfried Stock) wieder genutzt.
Darüber hinaus ist im Rathaus eine Galerie ansässig.

## Bürgermeister im Rathaus Treptow
| Von  | Bis  | Name               | Partei   |
| ---- | ---- | ------------------ | -------- |
| 1921 | 1933 | Julius Grunow      | USPD/SPD |
| 1933 | 1945 | Julius Koehne      | (NSDAP)  |
| 1945 | 1945 | Paul May           | KPD      |
| 1945 | 1946 | Paul Donner        | KPD/SED  |
| 1946 | 1948 | Erwin G. Bennewitz | SPD      |
| 1948 | 1951 | Paul Ickert        | SED      |
| 1951 | 1952 | Elfriede Dallmann  | NDPD     |
| 1952 | 1959 | Paul Gräfe         | SED      |
| 1959 | 1961 | Joachim Hoffmann   | SED      |
| 1961 | 1963 | Walter Sack        | SED      |
| 1963 | 1965 | Fritz Strutzke     | SED      |
| 1965 | 1967 | Horst Stranz       | SED      |
| 1967 | 1974 | Walter Sack        | SED      |
| 1974 | 1977 | Franz Stengl       | SED      |
| 1977 | 1981 | Günter Scheel      | SED      |
| 1981 | 1986 | Günther Manow      | SED      |
| 1986 | 1989 | Günter Polauke     | SED      |
| 1990 | 1998 | Michael Brückner   | SPD      |
| 1998 | 2000 | Siegfried Stock    | SPD      |

Seit der Bezirksfusion 2001 sind die Bezirksbürgermeister im Rathaus Köpenick ansässig.